# 荒野之槍
《荒野之槍》是超級任天堂主機上的一款類光線槍式射擊遊戲，1994年上市，獲得不俗評價，2010年代推出Wii和Wii U Virtual Console移植版，2017年推出加強內容的PlayStation 4重製版、2018年重製版再追加接關數為無限的新手模式，頭目挑戰模式於任天堂Switch登錄。

## 概觀
遊戲採用濃厚蒸汽龐克風格，結合了來自第三人稱射擊遊戲和光線槍遊戲的元素，有六個大關，每個大關有兩個階段，中間是一個小魔王，第三個階段是最後一個魔王。單人和合作模式都可選，可以搶敵人讓兩名玩家進行競爭以達到最高分。
故事講述了一名叫安妮的年輕女子，因為凱迪家族劫持、殺害其家人，於是她踏上復仇之路。安妮尋求著名的太空賞金獵人克林特的幫助，雖然獵人意圖自身前往，但是安妮堅持自己同為槍手，最後兩人便一起踏上旅程。
遊戲中，玩家用方向鍵控制人物的移動，但是按住開火按鈕時，方向鍵則變成控制武器的準星，此時人物無法移動。此外，也可透過按鍵做出閃躲和跳躍。有些敵人會把炸彈棒丟在玩家身上，但是這些炸彈可以扔回去。部分敵人的子彈可以被擊落，擊敗敵人有時會顯示物品盒可獲得貴金屬，如金銀，額外點數，炸彈(只能一次有五枚炸彈，用於瞬間清除全畫面敵人)。在擊敗某些敵人後可能會出現武器升級。這些武器，如霰彈槍和機槍，會增加玩家的射擊速度或損害輸出。
當玩家的子彈擊中一個敵人時，屏幕底部的一個計量器將逐漸填滿。一旦填滿玩家將獲得一個火神槍，這是遊戲中最強大的武器，賦予了無敵的能力和高射速。使用時計量器將開始耗盡，之後火神槍將消失。

## 研發
荒野之槍的研發企畫最初來自 Natsume 公司一個小組，意圖尋找一種能快速上市的遊戲鉅額營收，最初只有五個人參與，最初以同公司的一款忍者戰士Ninja Warriors (1994)遊戲引擎當成發想，之後只花了五個月就做出了荒野之槍。遊戲受到了1989年sega遊戲Dynamite Duke 的啟發，之後再次創作而成，太空西部風格則來自眼鏡蛇動畫的影響。遊戲中音樂採用 Roland W-30和 Roland Sound Canvas兩套設備製作。

### 荒野之槍 重裝上陣
名為《荒野之槍 重裝上陣》的加強重製版於2016年12月13日上市，畫面根據PS4主機高解析度強化，增加兩名角色 朵莉絲&巴雷特並重繪部分關卡，支援四人同玩。有數位版和光碟版推出，PC電腦版將於 Steam 上市。